# Ель-Кут
Ель-Кут (араб. الكوت) — місто на сході Іраку, столиця провінції Васіт. Розташоване на лівому березі річки Тигр за 160 кілометрів на південь від Багдаду на висоті 18 м над рівнем моря. Населення за даними на 2003 рік становить близько 374 000 осіб. Столиця провінції, довго відомої як Ель-Кут, але з 1960-х років перейменованої на Васіт.

## Дії українських миротворців
Перший бій в Іраку регулярного підрозділу Збройних сил України трапився 6 квітня 2004 року в місті Ель-Кут (Ірак), коли українське миротворче з'єднання було атаковане бойовиками "Армії Магді". Українці прийняли бій і протягом кількох годин утримували доручені під їхню охорону об'єкти.